# Llista d'espècies de toxòpids
Aquesta és la llista d'espècies de toxòpids segons el World Spider Catalog amb data de maig de 2018.

## Gasparia
Gasparia Marples, 1956
- Gasparia busa Forster, 1970 – Nova Zelanda
- Gasparia coriacea Forster, 1970 – Nova Zelanda
- Gasparia delli (Forster, 1955) – Nova Zelanda (Antipodes Is., Auckland Is., Campbell Is.)
- Gasparia dentata Forster, 1970 – Nova Zelanda
- Gasparia edwardsi Forster, 1970 – Nova Zelanda
- Gasparia kaiangaroa Forster, 1970 – Nova Zelanda (Chatham Is.)
- Gasparia littoralis Forster, 1970 – Nova Zelanda
- Gasparia lomasi Forster, 1970 – Nova Zelanda
- Gasparia mangamuka Forster, 1970 – Nova Zelanda
- Gasparia manneringi (Forster, 1964) – Nova Zelanda (Snares Is.)
- Gasparia montana Forster, 1970 – Nova Zelanda
- Gasparia nava Forster, 1970 – Nova Zelanda
- Gasparia nebulosa Marples, 1956 (espècie tipus) – Nova Zelanda
- Gasparia nelsonensis Forster, 1970 – Nova Zelanda
- Gasparia nuntia Forster, 1970 – Nova Zelanda
- Gasparia oparara Forster, 1970 – Nova Zelanda
- Gasparia parva Forster, 1970 – Nova Zelanda
- Gasparia pluta Forster, 1970 – Nova Zelanda
- Gasparia rupicola Forster, 1970 – Nova Zelanda
- Gasparia rustica Forster, 1970 – Nova Zelanda
- Gasparia tepakia Forster, 1970 – Nova Zelanda
- Gasparia tuaiensis Forster, 1970 – Nova Zelanda

## Gohia
Gohia Dalmas, 1917
- Gohia clarki Forster, 1964 – Nova Zelanda (Campbell Is.)
- Gohia falxiata (Hogg, 1909) (espècie tipus) – Nova Zelanda (Auckland Is.)
- Gohia isolata Forster, 1970 – Nova Zelanda
- Gohia parisolata Forster, 1970 – Nova Zelanda

## Hapona
Hapona Forster, 1970
- Hapona amira Forster, 1970 – Nova Zelanda
- Hapona aucklandensis (Forster, 1964) – Nova Zelanda
- Hapona crypta (Forster, 1964) – Nova Zelanda
- Hapona insula (Forster, 1964) – Nova Zelanda
- Hapona marplesi (Forster, 1964) – Nova Zelanda
- Hapona moana Forster, 1970 – Nova Zelanda
- Hapona momona Forster, 1970 – Nova Zelanda
- Hapona muscicola (Forster, 1964) – Nova Zelanda
- Hapona otagoa (Forster, 1964) (espècie tipus) – Nova Zelanda
- Hapona paihia Forster, 1970 – Nova Zelanda
- Hapona reinga Forster, 1970 – Nova Zelanda
- Hapona salmoni (Forster, 1964) – Nova Zelanda
- Hapona tararua Forster, 1970 – Nova Zelanda

## Hulua
Hulua Forster & Wilton, 1973
- Hulua convoluta Forster & Wilton, 1973 (espècie tipus) – Nova Zelanda
- Hulua manga Forster & Wilton, 1973 – Nova Zelanda
- Hulua minima Forster & Wilton, 1973 – Nova Zelanda
- Hulua pana Forster & Wilton, 1973 – Nova Zelanda

## Jamara
Jamara Davies, 1995
- Jamara pisinna Davies, 1995 (espècie tipus) – Austràlia (Queensland)

## Laestrygones
Laestrygones Urquhart, 1894
- Laestrygones albiceris Urquhart, 1894 (espècie tipus) – Nova Zelanda
- Laestrygones chathamensis Forster, 1970 – Nova Zelanda (Chatham Is.)
- Laestrygones minutissimus (Hogg, 1909) – Nova Zelanda (Auckland Is., Campbell Is.)
- Laestrygones otagoensis Forster, 1970 – Nova Zelanda
- Laestrygones setosus Hickman, 1969 – Austràlia (Tasmània)
- Laestrygones westlandicus Forster, 1970 – Nova Zelanda

## Lamina
Lamina Forster, 1970
- Lamina minor Forster, 1970 (espècie tipus) – Nova Zelanda
- Lamina parana Forster, 1970 – Nova Zelanda
- Lamina ulva Forster, 1970 – Nova Zelanda

## Midgee
Midgee Davies, 1995
- Midgee alta Davies, 1995 – Austràlia (Queensland)
- Midgee bellendenker Davies, 1995 – Austràlia (Queensland)
- Midgee binnaburra Davies, 1995 (espècie tipus) – Austràlia (Queensland)
- Midgee littlei Davies, 1995 – Austràlia (Queensland)
- Midgee minuta Davies, 1995 – Austràlia (Queensland)
- Midgee monteithi Davies, 1995 – Austràlia (Queensland)
- Midgee pumila Davies, 1995 – Austràlia (Queensland)
- Midgee thompsoni Davies, 1995 – Austràlia (Queensland)

## Myro
Myro O. Pickard-Cambridge, 1876
- Myro jeanneli Berland, 1947 – Crozet Is.
- Myro kerguelenensis O. Pickard-Cambridge, 1876 (espècie tipus) – Kerguelen, Macquarie Is.
- Myro maculatus Simon, 1903 – Austràlia (Tasmània)
- Myro marinus (Goyen, 1890) – Nova Zelanda
- Myro paucispinosus Berland, 1947 – Marion Is., Crozet Is.
- Myro pumilus Ledoux, 1991 – Crozet Is.

## Neomyro
Neomyro Forster & Wilton, 1973
- Neomyro amplius Forster & Wilton, 1973 – Nova Zelanda
- Neomyro circe Forster & Wilton, 1973 – Nova Zelanda
- Neomyro scitulus (Urquhart, 1891) (espècie tipus) – Nova Zelanda

## Ommatauxesis
Ommatauxesis Simon, 1903
- Ommatauxesis macrops Simon, 1903 (espècie tipus) – Austràlia (Tasmània)

## Otagoa
Otagoa Forster, 1970
- Otagoa nova Forster, 1970 (espècie tipus) – Nova Zelanda
- Otagoa wiltoni Forster, 1970 – Nova Zelanda

## Toxops
Toxops Hickman, 1940
- Toxops montanus Hickman, 1940 (espècie tipus) – Austràlia (Tasmània)

## Toxopsoides
Toxopsoides Forster & Wilton, 1973
- Toxopsoides erici Smith, 2013 – Austràlia (Queensland, Nova Gal·les del Sud)
- Toxopsoides huttoni Forster & Wilton, 1973 (espècie tipus) – Southeastern Austràlia, Nova Zelanda
- Toxopsoides kathleenae Smith, 2013 – Austràlia (Nova Gal·les del Sud)
- Toxopsoides macleayi Smith, 2013 – Austràlia (Nova Gal·les del Sud)